# 北川野丁香
北川野丁香（学名：Leptodermis beichuanensis），为茜草科野丁香属下的一个植物种。